# Крирар, Харри
Хенри Данкан Грэхэм «Харри» Крирар (англ. Henry Duncan Graham «Harry» Crerar; 28 апреля 1888 — 1 апреля 1965) — канадский генерал, ведущий руководитель вооружённых сил Канады во Второй мировой войне.

## Биография
Родился в городе Гамильтон (Онтарио) в семье юриста Питера Крирара и Марион Стинсон.
До службы в вооружённых силах работал инженером в комиссии по гидроэнергии провинции Онтарио, где он основал отдел исследований в 1912 году.
Закончил Upper Canada College и школу Хайфилд в Гамильтоне в 1906 году, затем поступил в Королевский военный колледж Канады в Кингстоне, закончив его в 1910 году.
Во время Первой мировой войны дослужился до звания подполковника артиллерии. В отличие от многих офицеров, остался в армии после войны.

Во Второй мировой войне командовал 1-й канадской армией.
Награжден орденом Кутузова 1-й степени (02.10.1945).